# Tuchín
Tuchín es un municipio colombiano ubicado en la parte norte del departamento de Córdoba. Su población indígena es descendientes de la etnia Zenú. Es conocido nacionalmente por fabricar el sombrero vueltiao que se ha convertido en símbolo de la nación colombiana.

## Toponimia
La palabra Tuchín, sin lugar a dudas pertenece a la lengua extinta de los antiguos zenúes precolombinos que habitaron los valles y vegas bajas de los ríos Sinú y San Jorge. Los lugareños no tienen claro el origen de este nombre, algunos lo atribuyen al cacique "Tuchizunga" quien, según versiones populares, fue uno de los grandes defensores de los indígenas que pobló esta localidad. Sin embargo, las investigaciones histórica y antropológicas que se han realizado en este lugar, no dan cuenta de la existencia de dicho cacique.
Las personas mayores de la comunidad, afirman que el poblado es relativamente joven, producto del desarrollo ocasionado por la carretera construida para unir a Santa Cruz de Lorica con Chinú, en el Gobierno del General Rojas Pinilla. Los más ancianos afirman que este nombre, antes de la formación del poblado, ya existía. Con él se conocía el arroyo que hoy atraviesa al poblado de oriente a occidente. Es de resaltar que estas personas no dan razón del significado de la palabra "Tuchín". 

## Historia

### Orígenes de la cultura Zenú
La Cultura Amazónica primitiva de San Jacinto y numerosos grupos de la Cultura Chibcha provenientes de Mesoamérica, al asentarse en el territorio en diferentes épocas, se fusionaron y asimilaron gradualmente originando el nacimiento de una nueva cultura, la cultura Zenú.

### Origen del Centro poblado
Según la memoria colectiva, las primeras familias pobladoras fueron: los Flores, los Mendoza, los Chantaca, los Suárez, los Bravo, los Ortiz, los Talaigua y los González; quienes construyeron ocho chozas típicas de palma amarga en el cruce donde la nueva carretera cortó el antiguo callejón que conducía al vecino poblado de Chimá, en este lugar se ubica hoy Tuchin, en donde se encuentra el mercado público, la principal zona comercial del Municipio de Tuchín. Para la época, esta población desarrollaba ciertas actividades comerciales consistentes en el intercambio de productos agrícolas y artesanales entre sus familias, y algunas se movilizaban a otras localidades como Chimá, Lorica, Sincelejo, San Andrés y Chinu a vender sus productos y adquirir los que necesitaban. 
El desarrollo de la población de Tuchín comienza a gestarse con la construcción de la carretera Lorica-Chinú en 1952, desde estos momentos se empieza a dar un proceso de inmigración de personas de todas partes del país, trayendo como resultado un acelerado incremento poblacional, de igual manera se ha generado un gran auge comercial y artesanal en donde participan comerciantes de diferentes regiones por considerarse como una de las mejores plazas.
Hasta que fue elevado a la categoría de municipio en 2007, siendo anteriormente corregimiento de San Andrés de Sotavento.

## División territorial

### Cabecera municipal
Su cabecera municipal se encuentra dividida en 17 barrios: Arauca, Barrio Nuevo, Buenos Aires, El Centro, El Olivo, Getsemaní, La Nacha, Las Flores, Las Palmeras, Libertad, Los Cocos, San José, San Martín, San Pedro, Santa Fe, Veinte de Julio y Villa Mendoza.

### Centros poblados
Tuchín tiene bajo su jurisdicción los centros poblados:
- Andes
- Barbacoas
- Belén
- Bella Vista
- Bomba
- Carretal
- Centro Alegre
- Cruz Chiquita
- El Barzal
- El Cariñito
- El Carmen
- El Chuzo
- El Porvenir
- El Roble
- Flechas
- Guayacanes
- La Granja
- Loverán
- Majagual
- Mata de Caña
- Molina
- Nueva Esperanza
- Nueva Estrella
- Nueva Vida
- Pisa Bonito
- Sabana Nueva
- Sabanal
- San Juan de La Cruz
- San Martín
- Santa Clara
- Santa Cruz
- Santander
- Sitio Nuevo
- Tolima
- Vidales
- Vidalito
- Villanueva

#### Veredas
El municipio tiene constituido las siguientes veredas:
Arauca, Bella Isla, Bellavista, Bombita, Calle del Medio, Carreto, Castilleral, Cerrito El Tamarindo, Cerro de Paja, Cuatro Vientos, El Brillante, El Manguito, El Olivo, El Piñal, El Sabanal, Esmeralda Norte, Esmeralda Sur, Guaymaral, La Arena, La Florida, La Laguna, La Victoria, Las Cruces, Las Peñas, Mompós, Nueva Colombia, Nueva Estación, Paraíso Integral, Paraíso La Balastera, Plaza Bonita, Petaca, Piviguay, San Benito, Sabana Costa, Sabana Nueva, San José, San José El Tamarindo, San José La Julia, Santo Domingo y Tierraltica.

## Economía
En cuanto a la economía está basada en la producción de artesanías en caña flecha como el sombrero vueltiao, accesorios, bolsos, carteras, artículos para el hogar y una gran variedad.

## Cultura
En lo referente a las tradiciones culturales y artesanales, estas se enmarcan en las costumbres heredadas de los ancestros Zenúes, es así como sus moradores han conservado un gran patrimonio cultural con el cual se han identificado plenamente. Entre ellos podemos mencionar: la celebración de fiestas tradicionales como la Semana Santa, san Simón, todos los santos y fandangos, en donde se agrupan numerosas familias para compartir bebidas tradicionales entre ellas: el ron ñeque, chicha de masato y licores de marca. De igual manera la elaboración del sombrero fino vueltiao que hoy por hoy, es símbolo cultural de Colombia y de la humanidad, y es la principal actividad artesanal, que representa al país en el ámbito nacional e internacional. 

En el Municipio de Tuchín se viene celebrando cada año el reinado del sombrero vueltiao y feria artesanal lugar en donde los artesanos de la región presentan sus mejores trabajos y últimamente ha tenido un gran apoyo por artesanías de Colombia, intensificando el área de cultivo de caña flecha, materia prima para la producción de los productos artesanales, detal manera que la nueva administración pretende fortalecer la explotación de esta gramínea con el propósito de convertir el municipio en un gran productor de caña flecha para que abastezca a los artesanos de Tuchín y poder exportar este producto a otras zonas donde también se elabora el sombrero vueltiao.
Es imposible dar una fecha de origen del sombrero vueltiao, la prenda tiene su origen en la cultura indígena Zenú, asentada en la región del río Sinú, departamentos de Córdoba y Sucre.
Bajo la denominación "Zenú" se aglutinan tres pueblos indígenas: Finzenú, Panzenú y Zenufana. Tuchín y otras zonas donde también se elabora el sombrero, como Carretos y Sampués, corresponden a Finzenú, considerado el más desarrollado de los tres señoríos, especializado en la elaboración de objetos manufacturados. Desde la época prehispánica, los aborígenes usaban el sombrero para guarecerse del inclemente sol durante el cultivo del maíz, como lo atestiguan piezas arqueológicas del Museo del Oro de Bogotá y del Museo Nacional Prehistórico Etnográfico "Luigi Pigorini" de Roma. También es probable que fuera un componente ritual en la jerarquía y credos mágicos religiosos.

## Geografía
Descripción física: el municipio de Tuchin se encuentra ubicado geográficamente en las coordenadas 9°8′57″ de latitud norte y 57°30′44″ de longitud oeste con relación al meridiano de Greenwich. Esta posición astronómica trae como consecuencia su ubicación en la zona tórrida intertropical de bajas latitudes y en vez de tener 4 estaciones, solo tiene un periodo de lluvia y otro de sequía, mientras que su longitud propicia participar de la misma hora que tiene Colombia. La posición latitudinal y elevaciones como el Cerro de Tofeme, Anguilla y Cerro Vidales, colocan a Tuchín en lo que comúnmente se denominan tierras cálidas con diferentes precipitaciones y temperaturas elevadas. Según la clasificación de las zonas de vida de L. R.Holdridge, el área del municipio de Tuchín corresponde a un bosque seco tropical (bs-T). Existen algunas variaciones microclimáticas dentro de la misma zona de vida, la humedad aumenta a medida que las corrientes de agua marina se dirigen hacia el sur. Esta clase de clima se obtiene básicamente por el factor de humedad relacionado con precipitación, evapotranspiración potencial transformándose luego por los valores de índice de aridez e índice de humedad. En términos generales Tuchín posee un clima semiseco el cual es característico del departamento de Córdoba y la región Caribe, presentando características acústicas debido a la acción de los vientos secos provenientes del noreste que al llegar al continente se llevan la poca humedad atmosférica existente hasta encontrar barreras naturales donde depositan las masas de aires.

## Servicios públicos
- Energía Eléctrica: Afinia, del grupo EPM, es la empresa prestadora del servicio de energía eléctrica.
- Gas Natural: Surtigas es la empresa distribuidora y comercializadora de gas natural en el municipio.

### Límites
- Norte: Con el Departamento de Sucre (Municipio de Sincelejo y San Antonio de palmito)
- Oriente: Municipio de San Andrés, Arroyo de Mapurice al medio.
- Sur: Municipio de San Andrés, Arroyo de Mapurice al medio.
- Occidente: Con el Municipio de Chimá, Arroyo de Mapurice al medio, hasta encontrar el límite entre Chimá y Mómil.

- Extensión total: 32 km²
- Extensión área urbana: 8 km²
- Extensión área rural: 25 km²
- Altitud de la cabecera municipal (metros sobre el nivel del mar): 5 metros sobre el nivel del mar
- Temperatura media: 37 °C
- Distancia de referencia: Desde montería 75 km vía Ciénaga de oro